# Corbeau corbivau
Corvus crassirostris
Espèce
Statut de conservation UICN

 LC  : Préoccupation mineure
Répartition géographique
Le Corbeau corbivau (Corvus crassirostris) est une espèce de passereau de la famille des Corvidae, endémique à l'Éthiopie et l'Érythrée. Avec le Grand Corbeau, il est le plus grand de tous les passereaux.

## Répartition et habitat
Il peuple l'Éthiopie et l'Érythrée et a été aperçu à deux reprises dans l'extrême sud-est du Soudan et au nord-ouest de la Somalie,.
Il fréquente les milieux montagnards, essentiellement entre 1 200 et 4 200 mètres d'altitude. On le trouve aussi bien dans les milieux ouverts que dans les forêts et les falaises. Il n'hésite pas à s'aventurer dans les villages et les villes, jusqu'à Addis-Abeba, du moment qu'il trouve de grands arbres.

## Description
Il mesure de 60 à 64 cm et un oiseau a été pesé à 1,135 kg, ce qui fait de lui le plus grand de tous les passereaux, avec le Grand Corbeau. Ses dimensions, son bec massif et l'arrière de la tête blanche le rendent impossible à confondre.
Le Corbeau corbivau possède un bec massif, semblant disproportionné, qui lui donne quasiment l'apparence d'un calao quand il est en vol. La mandibule supérieure très arquée, marquée par une arête le long du culmen. Les vibrisses nasales sont tournées vers le haut et plus courtes que celles du Corbeau à nuque blanche. La queue est de longueur modérée, très étagée. Les plumes de la tête sont courtes et denses, celles de la gorge arrondies et peu marquées.
L'ensemble du plumage est noir, avec des reflets bleus ou pourpres sur le dessus, à l'exception du haut de la nuque, marquée par une large tache blanche. Le bec est noir, à l'exception de la pointe, de couleur blanchâtre. L'iris est marron foncé. Les pattes sont noires.
Les deux sexes sont identiques. Les jeunes n'ont pas la pointe du bec blanche et possèdent un plumage plus mat, avec une arête nasale moins marquée.

## Écologie et comportement

### Alimentation
Omnivore, il se nourrit d'insectes, notamment de criquets (Acrididae), de chenilles et de larves de coléoptères, de lézards, de serpents, de petits oiseaux et de petits mammifères. Il pille les nids, mangeant à la fois les œufs et les oisillons.
Dans les lacs de la vallée du Grand Rift, il surveille les pêcheurs déchargeant leur pêche aux côtés des marabouts et des ombrettes. Il fréquente les carcasses d'animaux morts aux côtés des vautours, qui lui cèdent souvent la place, et vole les os lâchés en vol par les Gypaètes barbus. Dans les landes d'altitude, il déterre les rats-taupes (Bathyergidae) et autres rongeurs. Il éparpille les bouses à la recherche de graines et d'insectes et retourne les graines récemment plantés dans les champs. Il fréquente les décharges et les poubelles d'abattoirs.
Il se nourrit principalement au sol, seul ou en couple, et forme moins fréquemment des groupes que le Corbeau à nuque blanche.

### Reproduction

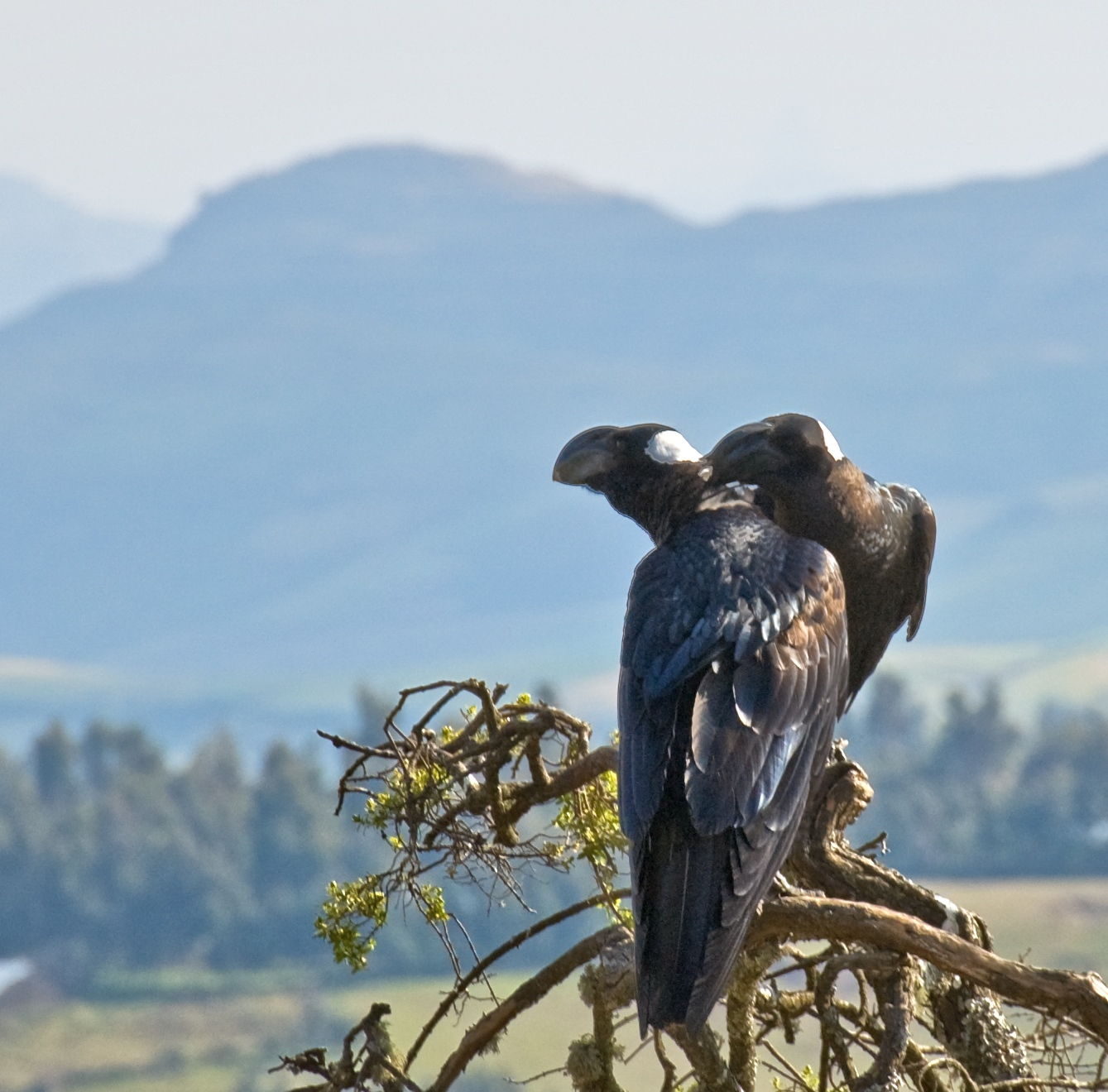
Couple de Corbeaux corbivau pratiquant le toilettage réciproque

Le Corbeau corbivau forme des couples stables, qui nichent de manière solitaire. La ponte est signalée de décembre à avril en Éthiopie. Le nid est une large plateforme de branchettes et de brindilles, avec au sommet une coupe formée de poils, d'herbe, de laine et de fils. Il est situé en hauteur, à 15 ou 20 mètres du sol, sur l'embranchement d'un grand arbre, moins souvent sur une falaise. La ponte compte quatre œufs. Les informations manquent sur l'incubation et sur la période où les jeunes sont au nid. Les jeunes restent plusieurs mois auprès de leurs parents.

### Vol
Le Corbeau corbivau utilise les ascendances thermiques pour voler et apprécie les acrobaties aériennes.

### Voix
Son cri typique est un gargouillis transcrit plurk-phlurk, étonnamment haut pour un oiseau aussi massif et distinctif par rapport aux autres corbeaux de la région. Il émet également des croassements gutturaux et des grognements semblables à celui d'un cochon.